# Paramphilius
Paramphilius es un género de peces de la familia Amphiliidae en el orden de los Siluriformes, distribuidos por ríos de África.

## Especies
Las especies de este género son:
- Paramphilius baudoni (Pellegrin, 1928)
- Paramphilius firestonei L. P. Schultz, 1942
- Paramphilius teugelsi P. H. Skelton, 1989
- Paramphilius trichomycteroides Pellegrin, 1907